# Нецка
Нецка (нем. Neetzka) — община в Германии, в земле Мекленбург-Передняя Померания.
Входит в состав района Мекленбург-Штрелиц. Подчиняется управлению Вольдег.  Население составляет 264 человека (на 31 декабря 2010 года). Занимает площадь 13,37 км².